# Roselyne Titaud
Roselyne Titaud (* 1977 in Aubenas, Frankreich) ist eine französische Fotografin.
Titaud studierte von 1996 bis 2001 Bildende Kunst an der Ecole des Beaux Arts in St. Etienne, Frankreich. Sie lebt seit einigen Jahren in Berlin, Stand 2019.

## Werk
Roselyne Titauds Fotografie setzt sich vornehmlich mit Stillleben und Innenansichten auseinander. Ihre Sujets findet sie in französischen und Berliner Privatwohnungen. Es geht ihr unter anderem um menschliche Lebenszusammenhänge, Vorlieben und ästhetische Arrangements.
Arbeiten von Titaud sind in unter anderem in den folgenden Sammlungen vertreten: Collection Hermès in Paris, Musée d’Art moderne et contemporain in Saint Etienne, Berlinische Galerie in Berlin, Musée du Louvre in Paris, Museum für Photographie in Braunschweig, Sammlung des Landes Baden-Württemberg, Akademie Schloss Solitude, Stuttgart, Villa Merkel in Esslingen, Vallpalou Foundation in Lleida (Spanien).

## Ausstellungen (Auswahl)
- 2004 Intérieurs. Pollen, Monflanquin (Frankreich)
- 2006 Sans titre. Espace Vallès, Grenoble (Frankreich)
- 2008 Intérieurs, arrangements, vacuité. TREFFPUNKT-architeckturfotografie galerie, Stuttgart
- 2009 Watch your step / Intérieurs: Lynn Cohen, Roselyne Titaud. Le bleu du ciel Gallery, Lyon (Frankreich)
- 2010 Solitude-quotidien/alltäglich. Akademie Schloss-Solitude, Stuttgart / Loge Checkpoint Charlie, Berlin
- 2011 Réversible/irréversible. Vallpalou Foundation, Lleida (Spanien)
- 2012 Hauptsache gemütlich. Raum für drastische Maßnahmen, Berlin
- 2014 Visites. Collection regard, Berlin / Visites Museum für Photographie, Braunschweig
- 2015 Inszenieren. Musée d’Art moderne et contemporain de Saint-Étienne Métropole, Saint-Etienne (Frankreich)
- 2019 Géographies des limites humaines. Die Photographische Sammlung / SK Stiftung Köln
- 2018 Artist meets archive. / Die Hummer Quadrille, residency/project, Internationale Photoszene Festival, Köln

Weiterhin nahm Roseyne Titaud an vielen Gruppenausstellungen teil, vornehmlich in Frankreich und Deutschland.

## Publikationen (Auswahl)
- Visites. Kehrer Verlag, Heidelberg

2014, ISBN 978-3-86828-424-9 (deutsch/englisch, mit Texten von Christina Landbrecht, Hannah Dübgen, Hubertus von Amelunxen).
- À bruit. The Green Box, Berlin 2016, ISBN 978-3-941644-85-4 (mit einem Text von Damien Cadio).
- Géographies des limites humaines. The Green Box, Berlin 2019, ISBN 978-3-941644-08-3 (deutsch/englisch, mit Texten von Jule Schaffer und Gabriele Conrath-Scholl).